# Glaceuse
 (mars 2025).
Une glaceuse est un dispositif permettant de sécher et rendre brillantes des épreuves en photographie argentique. 

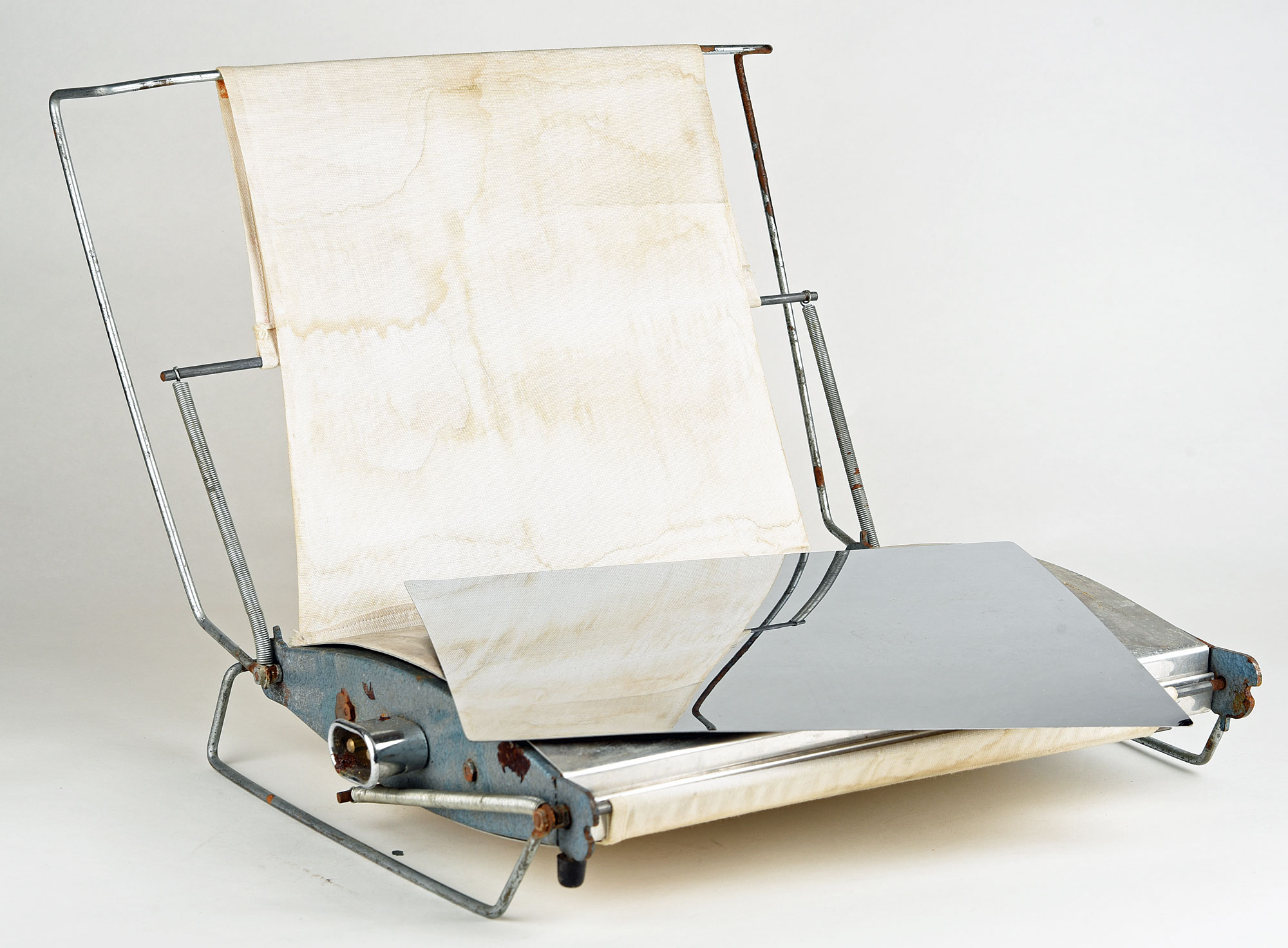
Glaceuse pour tirages photographiques

## Principe du glaçage
Le glaçage permet de donner un aspect brillant à la gélatine du tirage ce qui améliore le rendu de l'image. Seuls les papiers photographiques  barytés peuvent être glacés, pas les papiers plastifiés connus sous le nom de RC (resin coated).
Le glaçage consiste à place le coté émulsion de la photographie encore humide en contact avec une surface parfaitement lisse constituée d'une feuille d'acier inoxydable recouverte de chrome et à chauffer la plaque pour éliminer l'humidité. Le chrome permet l'aspect brillant qui sera reporté sur l'émulsion et l'acier inoxydable garantit la résistance aux éventuels restes de produit chimiques mal rincés et migrant à travers le chrome.
Pour obtenir un bon résultat, le bain d’arrêt, le fixage et le rinçage de l'épreuve doivent être parfaits. 
- Un bain d'arrêt trop usé laisse des traces de mousse de calcium qui, invisibles sur le tirage humide, provoquerons des tâches sur le tirage glacé.
- Un fixateur trop usagé ne dissout plus tous les résidus d'argent qui provoquerons des taches jaunes sur le tirage sec.
- Un lavage insuffisant provoque également des tâches jaunes mais, en plus, cela provoque l'encrassement des plaques chromées et salit les toiles. Si l'encrassement des plaques n'est pas très grave avec une glaceuse à plat puisqu'on nettoie les plaques entre chaque épreuve il est nettement plus ennuyeux avec des glaceuse à tambour ou l'accumulation de dépôts dégrade la qualité du glaçage et peut, à la longue, endommager le tambour[1].

## Types de glaceuses

### Glaceuse plate
Le modèle généralement utilisé par les amateurs consiste en un corps métallique creux contenant des résistances électriques chauffantes. Les deux plus grandes faces (le dessus et le dessous) sont bombées. Deux cadres métalliques servent de support à deux toiles de coton tendues par des ressorts. La glaceuse s'utilisant des deux coté, les cadres métalliques servent aussi de pieds. Il existe des glaceuses munie d'un piètement en alu moulé muni de pivots permettant la demi-rotation sans avoir à soulever la glaceuse.
Pour le glaçage, les photos sont placées émulsion contre une plaque chromée lisse et propre puis essorées avec un rouleau caoutchouc. La plaque est ensuite posée sur le corps chauffant de la glaceuse (papier au-dessus) et la toile tendue par dessus en refermant le cadre portant la toile.

### Glaceuse rotative
Destinée à des productions plus importantes, la glaceuse à tambour rotatif est constituée d'une toile sans fin tendue entre deux rouleaux. Ces deux rouleaux la maintienne au contact d'un tambour en acier inoxydable chromé chauffant et tournant. Un des deux rouleaux tendant la toile est situé nettement en avant du tambour chauffant de manière à créer une surface plane destinée à recevoir les tirages à traiter. Le deuxième rouleau se  trouve devant le tambour à la même hauteur que l'axe du tambour ce qui fait que la toile est plaquée au tambour sur les trois quarts de sa périphérie. La rotation du tambour et l'avancement de la toile sont synchronisées.
Le chauffage du tambour peut être fait soit par des résistances électriques soit par une circulation d'eau chaude. Les glaceuses à chauffage par eau chaude bien que plus couteuses permettent un volume de travail plus important et une meilleure répartition de la chaleur.
L'épreuve à glacer est déposée, émulsion vers le haut, sur la toile qui l'entraine vers le tambour. Elle se trouve pressée entre la toile et le tambour. La mise en pression progressive par le tambour chasse l’excédent d'eau et évite les bulles. Le séchage se déroule pendant le temps qu'il faut à l'épreuve pour parcourir l'arc de cercle ou la toile la maintient contre le tambour. Le séchage se règle en agissant sur deux paramètres : la température du tambour et sa vitesse de rotation.